# Археологически музей (Бургас)
Археологическата експозиция в Бургас е най-старият музей в Бургаска област, съхраняващ културно-историческото наследство на някои от най-древните градове в страната – Созопол (Аполония), Несебър (Месамбрия), Поморие (Анхиало) и др.
Създаден е като частен музей на Археологическото дружество „Дебелт“ през 1912 г. Отредена му е сградата на днешната Археологическа експозиция – тогавашната Девическа гимназия.
Археологическата експозиция на РИМ-Бургас се помещава в сграда на централната бургаска улица „Богориди“, която е изцяло пешеходна и предоставя възможност за придвижване на хората с инвалидни колички.
Първите редовни археологически изследвания на специалисти от бургаското археологическо дружество са проведени през 1927 г. През 30-те и 40-те години на 20 век, бъдещият Бургаски археологически музей се сдобива с най-ценните си експонати. Това са основно около 300 керамични съда, открити при драгиране на Созополското пристанище от различни исторически периоди. Сред находките следва да се споменат и римския надпис от село Пънчево, мраморната статуя от полуостров Атия – най-ранният пример на кръгла скулптура от България, мраморното торсо на бог Дионис от село Оризаре, многобройните находки от праисторическата, тракийската, гръцката, римската, византийската, старобългарската и османската култура по тези земи.
През 2012 г. Археологическата експозиция празнува своята 100-годишнина под шапката на Регионален исторически музей. В неговия основен фонд се съхраняват над 15 хиляди движими културни ценности.
В Археологическия музей са изложени колекции от археологически находки, свързани с древна Тракия, гръцките колонии по Черноморието и времето на Римската империя. Експонати показват най-ранната история на корабоплаването по Черно море, както и развитието на проспериращите южночерноморски пристанища в България през Средните векове до падането на страната под османско владичество в края на 14 – средата на 15 век.
В залите на музея могат да бъдат видени експонати, намерени при археологически проучвания в цялата Бургаска област. Тук се съхранява най-ранната статуя, намирана някога на българските земи. Бургаският музей има една от най-пълните колекции от домонетни и монетни форми в страната и на Балканите. Впечатляващ експонат е бронзов слитък, от който са открити само четири в света.
- Статуи и накити в Археологическия музей в Бургас
- Накити на тракийската жрица – Лесескепра
- Най-ранната статуя
- Експозиция – корабоплаването в Черно море
- Дървен римски ковчег
- Дърване лодка – еднодръвка
- меден слитак и пари – стрели
- Зала праистория
- Каменна котва с три отвора. Акваторията на Несебър, северен залив
- Керамични съдове. Ранен халколит, първата половина на V хил. пр. Хр.
- Терикот на богинята Кибела